# Eva (canção de Nightwish)
"Eva" é o décimo quinto single da banda finlandesa de metal sinfônico Nightwish, que foi lançado como parte do álbum Dark Passion Play em 25 de maio de 2007 pela Spinefarm Records. Este foi o primeiro lançamento oficial da banda tendo Anette Olzon como vocalista após a saída de Tarja Turunen em 2005.

## Composição
A canção fala de Eva, uma jovem garota de coração puro que é mal-tratada em sua vida, e por isso foge de casa procurando por um futuro melhor, se perguntando o que vem pela frente.
Em 13 de maio de 2007, Anette escreveu no diário de gravações do website da banda que "Eva" é uma canção "suave, triste e emocional". O compositor Tuomas Holopainen também revelou que a canção trata a respeito do bullying, como nas linhas: "She walks alone but not without her name / Eva flies away, dreams the world far away / In this cruel children's game, there's no friend to call her name", que em inglês significam "Ela caminha sozinha mas não sem o seu nome / Eva voa para longe, sonha com um mundo distante / Neste cruel jogo infantil não há um amigo para chamar seu nome".

## Lançamento e recepção
O single foi disponibilizado apenas para a Internet e rádio, com a data original prevista para 30 de maio de 2007 junto com a revelação da nova vocalista Anette, sendo que a capa havia sido mostrada no dia 16 de maio. Entretanto, a canção vazou na Internet em 23 de maio, e a data oficial acabou sendo alterada para 24 de maio, com a canção estreando oficialmente nas rádios finlandesas YleX e Radio Rock às 7 da manhã de 25 de maio de 2007, com downloads pagos iniciados no mesmo dia. "Eva" alcançou a 14ª posição nas paradas finlandesas.
Todo o dinheiro arrecadado com as vendas do single na Europa foi doado para a Fundação Infantil de Caridade, e o valor arrecadado com os downloads na Internet finlandesa foram doados para dois orfanatos na Finlândia.

## Faixas
| N.º            | Título         | Compositor(es)    | Duração |  |
| 1.             | "Eva"          | Tuomas Holopainen | 4:25    |  |
| Duração total: | Duração total: | Duração total:    | 4:25    |  |

## Desempenho nas paradas
| País      | Parada (2007)           | Melhor posição |
| --------- | ----------------------- | -------------- |
| Finlândia | Suomen virallinen lista | 14             |

## Créditos
A seguir estão listados os músicos e técnicos envolvidos na produção do single "Eva":

### A banda
- Tuomas Holopainen – teclado
- Emppu Vuorinen – guitarra
- Jukka Nevalainen – bateria, percussão
- Marco Hietala – baixo, vocais
- Anette Olzon – vocais